# Amara lacustris
Amara lacustris là một loài bọ cánh cứng ăn hạt thuộc họ Bọ chân chạy. Loài này có ở Bắc Mỹ.